# Polskie Towarzystwo Historii Gospodarczej (Polish Association of Economic History)
Polskie Towarzystwo Historii Gospodarczej (Polish Association of Economic History) – stowarzyszenie skupiające badaczy historii gospodarczej oraz miłośników historii. Jego członkowie za cel stawiają sobie rozwijanie i popularyzowanie wiedzy w zakresie historii gospodarczej, popieranie działań zmierzających do tego celu oraz wytwarzanie atmosfery szacunku do ogólnego i lokalnego dziedzictwa historyczno-gospodarczego.

## Historia
Idea utworzenia PTHG narodziła się podczas konferencji naukowej, organizowanej w ramach V Wrocławskich Spotkań z Historią Gospodarczą w Dusznikach Zdroju w 2010 r. Prace nad powołaniem stowarzyszenia koordynowali pracownicy Katedry Historii Gospodarczej i Społecznej Szkoły Głównej Handlowej. Spośród nich wyłoniony został pierwszy, tymczasowy zarząd stowarzyszenia. Tworzyli go: prof. dr hab. Wojciech Morawski (prezes), mgr Jerzy Łazor (wiceprezes), dr Andrzej Zawistowski (skarbnik), dr Anna Jarosz-Nojszewska (członek), mgr Bartosz Walicki (członek). W maju 2011 w Karpaczu podczas VI Wrocławskich Spotkań z Historią Gospodarczą odbył się I walny zjazd PTHG, gdzie ukonstytuowały się statutowe władze stowarzyszenia. Prezesem PTHG wybrany został prof. dr hab. Wojciech Morawski, który pełnił tę funkcję do 2017 r.
W kolejnych latach PTHG kontynuowało ścisłą współpracę z organizatorami Wrocławskich Spotkań z Historią Gospodarczą w trakcie, których odbywały się walne zebrania Towarzystwa. Od momentu powstania PTHG jest stałym partnerem naukowym tych konferencji. 
Zgodnie ze statutem Towarzystwo inicjuje badania nad historią gospodarczą i społeczną oraz promuje publikacje dotyczące tej tematyki. W tym celu PTHG w 2017 r. ustanowiło Nagrodę im. Franciszka Bujaka. Nagroda przyznawana jest za najlepszą książkę z zakresu historii gospodarczej i społecznej opublikowaną przez polskich autorów w ciągu ostatnich dwóch lat kalendarzowych poprzedzających rozstrzygnięcie konkursu. 
W ramach propagowania badań nad historią gospodarczą i społeczną PTHG jest organizatorem lub współorganizatorem konferencji naukowych, seminariów i działań o charakterze popularnonaukowym. Członkowie PTHG indywidualnie oraz pod szyldem Towarzystwa biorą udział w licznych krajowych i międzynarodowych konferencjach naukowych, w tym m.in.: International Conference of EURHO (European Rural History Organisation) (Leuven 2017), World Economic History Congress (Paris – 2022), Central European Congress of Economic History (Rzeszów 2022). 
PTHG bierze aktywny udział w Powszechnych Zjazdach Historyków Polskich prezentując zagadnienia z historii gospodarczej i społecznej, zarówno w postaci indywidualnych referatów jak i zgłoszonych przez Towarzystwo paneli specjalistycznych. W trakcie  XXI Powszechnego Zjazdu Historyków Polskich w Białymstoku w 2024 r., PTHG zaprezentowało wyniki badań prowadzonych przez członków Towarzystwa w ramach panelu pt. „Na ratunek gospodarce: odbudowa, stabilizacja i kreowanie ścieżek rozwoju polskiej gospodarki w XIX i XX wieku”
Polskie Towarzystwo Historii Gospodarczej w 2021 r. zostało członkiem International Economic History Association (IEHA).

## Władze

### Kadencja 2011–2013
Zarząd

Prezes: prof. dr hab. Wojciech Morawski (Szkoła Główna Handlowa w Warszawie)

Wiceprezes: prof. dr hab. Elżbieta Kościk (Uniwersytet Wrocławski)

Skarbnik: dr hab. prof. UAM Roman Macyra (Uniwersytet Adama Mickiewicza w Poznaniu)

Członek: dr hab. Elżbieta Adamczyk (Uniwersytet Jagielloński)

Członek: prof. dr hab. Piotr Franaszek (Uniwersytet Jagielloński)
Komisja Rewizyjna

Przewodniczący: dr Tomasz Głowiński (Uniwersytet Wrocławski)

Wiceprzewodniczący: dr Cecylia Leszczyńska (Uniwersytet Warszawski)

Członek: dr hab. prof. UJK Grzegorz Miernik (Uniwersytet Jana Kochanowskiego w Kielcach)
Sąd Koleżeński

dr Rafał Matera (UŁ)

dr Łucja Lisiecka (UW)

dr hab. prof UEK Krzysztof Broński (UEK)

### Kadencja 2013-2015
Zarząd

Prezes: prof. dr hab. Wojciech Morawski (Szkoła Główna Handlowa w Warszawie)

Wiceprezes: prof. dr hab. Elżbieta Kościk (Uniwersytet Wrocławski)

Skarbnik: dr hab. prof. UJK Grzegorz Miernik (Uniwersytet Jana Kochanowskiego w Kielcach)

Członek: prof. dr hab. Piotr Franaszek (Uniwersytet Jagielloński)

Członek: dr hab. Elżbieta Adamczyk (Uniwersytet Jagielloński) 

Członek: dr Jerzy Łazor (Uniwersytet Rolniczy w Krakowie) 

Członek: dr hab. Rafał Matera (Uniwersytet Łódzki)
Komisja Rewizyjna

Przewodnicząca: dr hab. Cecylia leszczyńska (Uniwersytet Warszawski)

Wiceprzewodnicząca: dr hab. Beata Konopska (Uniwersytet Jagielloński)
Sąd Koleżeński

dr hab. prof UEK Krzysztof Broński (Uniwersytet Ekonomiczny w Krakowie)

dr Andrzej Pieczewski (Uniwersytet Łódzki)

dr Teresa Bogacz (Uniwersytet Jagielloński)

### Kadencja 2015-2017
Zarząd

Prezes: prof. dr hab. Wojciech Morawski (Szkoła Główna Handlowa w Warszawie)

Wiceprezes: prof. dr hab. Elżbieta Kościk (Uniwersytet Wrocławski)

Skarbnik: dr hab. prof. UJK Grzegorz Miernik (Uniwersytet Jana Kochanowskiego w Kielcach)

Członek: prof. dr hab. Piotr Franaszek (Uniwersytet Jagielloński)

Członek: dr hab. prof. UR Paweł Grata (Uniwersytet Rzeszowski) 

Członek: dr hab. Mirosław Kłusek (Uniwersytet Rolniczy w Krakowie) 

Członek: dr hab. prof. UŁ Rafał Matera (Uniwersytet Łódzki)
Komisja Rewizyjna

Przewodniczący: dr hab. Tomasz Głowiński (Uniwersytet Wrocławski)

Wiceprzewodniczący: dr hab. Cecylia Leszczyńska (Uniwersytet Warszawski)

Członek: dr Anna Jarosz-Nojszewska (Szkoła Główna Handlowa w Warszawie)
Sąd Koleżeński

dr hab. prof UEK Krzysztof Broński (Uniwersytet Ekonomiczny w Krakowie)

dr Andrzej Pieczewski (Uniwersytet Łódzki)

dr hab. prof. UAM Tadeusz Janicki (Uniwersytet Adama Mickiewicza w Poznaniu)

### Kadencja 2017-2019
Zarząd

Prezes: dr hab. prof. UR Paweł Grata (Uniwersytet Rzeszowski)

Wiceprezes: dr hab. Cecylia Leszczyńska (Uniwersytet Warszawski)

Skarbnik: dr hab. prof. UJK Grzegorz Miernik (Uniwersytet Jana Kochanowskiego w Kielcach)

Członek:  dr hab. prof. UWr Tomasz Głowiński (Uniwersytet Wrocławski) 

Członek: dr Anna Jarosz-Nojszewska (Szkoła Główna Handlowa w Warszawie)  

Członek: dr hab. prof. UKW Sławomir Kamosiński (Uniwersytet Kazimierza Wielkiego w Bydgoszczy) 

Członek: dr hab. prof. UŁ Rafał Matera (Uniwersytet Łódzki)
Komisja Rewizyjna

Przewodniczący: dr Aleksandra Arkusz (Uniwersytet Jagielloński)

Wiceprzewodniczący: dr Dawid Keller (Muzeum w Rybniku)

Członek: dr Kamil Kowalski (Uniwersytet Łódzki)
Sąd Koleżeński

prof. dr hab. Piotr Franaszek (Uniwersytet Jagielloński)

prof. dr hab. Wojciech Morawski (Szkoła Główna Handlowa  w Warszawie)

dr Adriana Merta-Staszczak (Politechnika Wrocławska)

### Kadencja 2019-2023 (do zmian w 2021 r.)
Zarząd

Prezes: prof. dr hab. Paweł Grata (Uniwersytet Rzeszowski)
Wiceprezes: dr hab. Cecylia Leszczyńska (Uniwersytet Warszawski)

Skarbnik: dr Sylwia Straszak-Chandoha (Uniwersytet Ekonomiczny we Wrocławiu)

Członek: dr hab. prof. UWr Tomasz Głowiński (Uniwersytet Wrocławski)

Członek: dr Anna Jarosz-Nojszewska (Szkoła Główna Handlowa w Warszawie)

Członek: dr hab. prof. UKW Sławomir Kamosiński (Uniwersytet Kazimierza Wielkiego w Bydgoszczy)

Członek: dr hab. prof. UŁ Rafał Matera (Uniwersytet Łódzki)

Członek: dr hab. prof. PWr Adriana Merta-Staszczak (Politechnika Wrocławska)

Członek: dr hab. prof. UŚ Zygmunt Woźniczka (Uniwersytet Śląski) 
Komisja Rewizyjna

Przewodniczący: dr Jerzy Łazor (Szkoła Główna Handlowa w Warszawie)

Członek: dr Joanna Jaroszyk (Uniwersytet Adama Mickiewicza w Poznaniu)

Członek: dr Kamil Kowalski (Uniwersytet Łódzki)
Sąd Koleżeński

prof. dr hab. Piotr Franaszek (Uniwersytet Jagielloński)

prof. dr hab. Mirosław Kłusek (Uniwersytet Łódzki)

prof. dr hab. Wojciech Morawski (Szkoła Główna Handlowa w Warszawie)

### Kadencja 2021-2023 (po zmianie w 2021 r.)
Zarząd

Prezes: prof. UAM dr hab. Tadeusz Janicki (Uniwersytet Adama Mickiewicza w Poznaniu)

Wiceprezes: dr hab. Cecylia Leszczyńska (Uniwersytet Warszawski)

Skarbnik: dr Sylwia Straszak-Chandoha (Uniwersytet Ekonomiczny we Wrocławiu)

Członek: dr hab. prof. UWr Tomasz Głowiński (Uniwersytet Wrocławski)

Członek: prof. dr hab. Paweł Grata (Uniwersytet Rzeszowski)

Członek: dr hab. prof. UKW Sławomir Kamosiński (Uniwersytet Kazimierza Wielkiego w Bydgoszczy)

Członek: dr hab. prof. UŁ Rafał Matera (Uniwersytet Łódzki)

Członek: dr hab. prof. PWr Adriana Merta-Staszczak (Politechnika Wrocławska)

Członek: dr hab. prof. UŚ Zygmunt Woźniczka (Uniwersytet Śląski)
Komisja Rewizyjna

Przewodniczący: dr Jerzy Łazor (Szkoła Główna Handlowa w Warszawie)

Członek: dr Joanna Jaroszyk (Uniwersytet Adama Mickiewicza w Poznaniu)

Członek: dr Kamil Kowalski (Uniwersytet Łódzki)
'Sąd Koleżeński

prof. dr hab. Piotr Franaszek (Uniwersytet Jagielloński)

prof. dr hab. Mirosław Kłusek (Uniwersytet Łódzki)

prof. dr hab. Wojciech Morawski (Szkoła Główna Handlowa w Warszawie) 

### Kadencja 2021-2023 (po zmianach w 2022 r.)
Zarząd

Prezes: prof. UAM dr hab. Tadeusz Janicki (Uniwersytet Adama Mickiewicza w Poznaniu) 

Wiceprezes: dr hab. Cecylia Leszczyńska (Uniwersytet Warszawski) 

Skarbnik: dr Sylwia Straszak-Chandoha (Uniwersytet Ekonomiczny we Wrocławiu) 

Członek: dr hab. prof. UWr Tomasz Głowiński (Uniwersytet Wrocławski) 

Członek: dr Anna Jarosz-Nojszewska (Szkoła Główna Handlowa w Warszawie) 

Członek: dr hab. prof. UKW Sławomir Kamosiński (Uniwersytet Kazimierza Wielkiego w Bydgoszczy) 

Członek: dr hab. prof. UŁ Rafał Matera (Uniwersytet Łódzki) 

Członek: dr hab. prof. PWr Adriana Merta-Staszczak (Politechnika Wrocławska) 

Członek: dr Joanna Jaroszyk (Uniwersytet Adama Mickiewicza w Poznaniu) 
Komisja Rewizyjna

Przewodniczący: dr Jerzy Łazor (Szkoła Główna Handlowa w Warszawie) 

Członek: dr Dariusz Grala 

Członek: dr Kamil Kowalski (Uniwersytet Łódzki) 
Sąd Koleżeński

prof. dr hab. Piotr Franaszek (Uniwersytet Jagielloński) 

prof. dr hab. Mirosław Kłusek (Uniwersytet Łódzki) 

prof. dr hab. Wojciech Morawski (Szkoła Główna Handlowa w Warszawie) 

### Kadencja 2023-2027
Zarząd

Prezes: prof. UAM dr hab. Tadeusz Janicki (Uniwersytet Adama Mickiewicza w Poznaniu)

Wiceprezes: dr hab. Cecylia Leszczyńska (Uniwersytet Warszawski)

Skarbnik: dr Sylwia Straszak-Chandoha (Uniwersytet Ekonomiczny we Wrocławiu)

Członek: dr hab. prof. UWr Tomasz Głowiński (Uniwersytet Wrocławski)

Członek: prof. dr hab. Paweł Grata (Uniwersytet Rzeszowski)

Członek: dr hab. prof. UKW Sławomir Kamosiński (Uniwersytet Kazimierza Wielkiego w Bydgoszczy)

Członek: dr hab. prof. UŁ Rafał Matera (Uniwersytet Łódzki)

Członek: dr hab. prof. PWr Adriana Merta-Staszczak (Politechnika Wrocławska)

Członek: dr Joanna Jaroszyk (Uniwersytet Adama Mickiewicza w Poznaniu)
Komisja Rewizyjna

Przewodniczący: dr Krzysztof Popiński (Uniwersytet Ekonomiczny we Wrocławiu)

Członek: prof. UJK dr hab. Edyta Majcher-Ociesa, (Uniwersytet Jana Kochanowskiego w Kielcach)

Członek: dr hab. Piotr Badyna (Uniwersytet Wrocławski)
Sąd Koleżeński

prof. dr hab. Jędrzej Chumiński (Uniwersytet Ekonomiczny we Wrocławiu)

prof. UJK dr hab. Grzegorz Miernik (Uniwersytet Jana Kochanowskiego w Kielcach)

prof. dr hab. Wojciech Morawski (Szkoła Główna Handlowa w Warszawie)